# 瑞洋丸
「瑞洋丸」号（ずいようまる，羅馬字：Zuiyō Maru）是一艘日本拖網捕鱼船。1977年，這艘捕魚船在新西兰发现了一隻貌似拥有长脖子和头的有鳍动物的残骸，在日本引发了蛇颈龙热潮。日本一流的海洋科学家重新审视了此次发现。國立科學博物館的小畠郁生教授说：“它不是鱼也不是鲸或其他的哺乳动物。”已往發現的大型神秘海洋生物屍體最初都被認為屬於大海蛇或蛇頸龍目，但是目前科学家们普遍认为它是一具腐烂了的姥鲨的屍體，残骸的“长脖子”则被归因于腐食性动物残食后所暴露的修长下颌骨产生的错觉。這怪物在日本被稱為「新尼斯」（ニューネッシー），因為牠使人想起在蘇格蘭的尼斯湖水怪，不過在日本以外的地區，普遍把這怪物稱作「瑞洋丸」或「紐西蘭海怪」。

## 水怪事件

### 發現過程
1977年4月25日，日本拖網船瑞洋丸在紐西蘭基督城以東海域航行時，拖網撈獲了一隻奇怪的不知名生物。雖然船員被告知那是一隻目前還未清楚認識的動物，但船長田中昭未有因為這次奇特的發現可能會為生物學研究帶來重大意義而保存牠，反而決定把動物再次丟進海裡，以免屍體對漁獲造成影響。不過，在船員丟棄這種被他們稱為「尼斯」的怪物的屍體之前，船上的營養管理士矢野道彥对怪物进行了拍照及素描，還把部份殘骸、皮膚及魚鰭運返日本供專家研究。這次發現在日本引起非常大的轟動，並引起了當地人對蛇頸龍的瘋狂熱情。有鑑於此，漁船所屬公司下令旗下所有船隻再度出發尋找「水怪」的屍體，但未有發現。

### 描述
这只怪物在撈上船之時發出惡臭，而且已開始腐爛。在捕獲時已重達1800公斤，長度亦有十米長。根據船員的描述，怪物有一條1.5米長的頸，四片紅色的大鰭和一條兩米長的尾。不過，怪物沒有背鰭，而且其內臟都已不見了。不過，冗肉及脂肪則完好無缺。

### 研究結果
根據对日本研究者矢野及木村博士取得的怪物肌肉纖維進行的化學分析，與現有生物的氨基酸組成比較，可以看出怪物由多種氨基酸組成，氨基酸种类比一般的、硬骨魚類及其他魚類都要多，因此很可能是軟骨魚類。所以，部分研究者推斷怪物很可能是一種鯊魚，而從外型推斷，很可能是嚴重腐爛的象鮫遺體。
不过，也有日本科学家反对鲨鱼假说，他们认为怪物的身体结构与鲨鱼不符，同时已知的动物种类和基因中也没有和瑞洋丸所获怪物的表征相匹配的。除了鲨鱼的假说外，也有研究者认为这是一头蛇颈龙，但这一解释同样遭到质疑，比方從各種紀錄看來該生物的頸椎節數遠遠少於任何已知的蛇頸龍物種，而該生物的鰭狀肢不具有指骨的構造而比較類似鯊魚魚翅的組織等。

## 參看
- 水怪
- 神秘動物學
- 蛇頸龍屬
- 姥鲨
- 斯特龍塞怪獸